# Monclús
Monclús fue un despoblado medieval español situado en el término municipal del municipio de La Fueva, en la comarca del Sobrarbe,  provincia de Huesca.
Situado en el valle del río Cinca, el lugar fue anegado por las aguas del embalse de Mediano en los años 1970.
Del despoblado tan sólo se conservaba la ermita de la Virgen de Monclús.
El lugar fue origen del apellido Monclús y a la vez dio sobrenombre a otras localidades como Morillo de Monclús o Pallaruelo de Monclús.
En la Alta Edad Media fue una de las más importantes tenencias de Aragón y en el siglo XVI, siendo parte de la Baronía de Monclús, junto a Mediano, Pomplano, Arensa, Arasanz, Palotrillo y Castillazuelo, se produjeron en este lugar las conocidas como Alteraciones de Monclús